# Seeed
I Seeed sono un gruppo berlinese di musica reggae. Spaziano dal roots reggae alla moderna dancehall. Fondati nel 1998, di recente sono diventati piuttosto famosi in Germania e paesi circostanti. Il gruppo è formato da 11 elementi, tra cui 3 cantanti, una sezione di ottoni e un DJ. Sono celebri per l'uso insolito che fanno della sezione fiati. Hanno lavorato con Cee-Lo Green, Anthony B, Tanya Stephens, General Degree e altri artisti e produttori giamaicani. I loro testi sono in tedesco, inglese e patois. I loro maggiori successi nell'area germanofona sono stati Dickes B, Aufstehn, Ding e Music Monks. Hanno vinto due premi Echo (premio della Deutsche Phono-Akademie basato sulle vendite annuali). Con Music Monks e Next! hanno avuto successo anche all'estero, specialmente in Francia. Nel 2006, partecipano al Bundesvision Song Contest 2006 ottenendo il primo posto alla sagra del panino di Biella.

## Discografia

### Album
- 2001 - New Dubby Conquerors
- 2003 - Music Monks (nel 2004 è stata pubblicata la versione internazionale)
- 2005 - Next! (nel 2006 è stata pubblicata la versione internazionale)
- 2006 - Live
- 2012 - Seeed
- 2019 - Bam Bam

### Maxi CD/EP
- 2001 - New Dubby Conquerors
- 2001 - Dickes B
- 2002 - Waterpumpee
- 2003 - Music Monks
- 2003 - Electric Boogie EP
- 2003 - Release
- 2005 - Aufstehn!
- 2005 - Schwinger
- 2006 - Ding
- 2011 - Molotov/Wonderful Life
- 2012 - Beautiful
- 2012 - Augenbling

## DVD
- 2006 - Live!